# Gerhard Bartels
Gerhard (Gerd) Bartels (* 18. Juni 1949 in Wittenberg) ist ein deutscher Politiker (SED, PDS und Die Linke).
Nach seinem Abitur in Halle (Saale) studierte Bartels Deutsch und Geschichte an der Universität Greifswald und war danach Lehrer und Wissenschaftlicher Assistent an der Universität Greifswald. Es folgten die Aspirantur und die Promotion, worauf er Wissenschaftlicher Assistent und Oberassistent an der Universität Greifswald war, ferner Hochschuldozent für Deutsche Sprache der Gegenwart und freiberuflicher Sprachlehrer.
Bartels wurde 1968 Mitglied der SED, 1990 trat er der PDS bei. Dort wurde er Kreisvorsitzender zunächst im Landkreis Greifswald, danach im Kreisverband Anklam-Greifswald-Wolgast, dem späteren Landkreis Ostvorpommern. 1999 wurde er erstmals in die der Bürgerschaft der Hansestadt Greifswald gewählt. Bartels war von 1994 bis 2002 und noch einmal von 2003 bis 2006 als Nachrücker für Helmut Holter Mitglied des Landtages Mecklenburg-Vorpommern. Dort war er zeitweise Vorsitzender des Ausschusses für Bildung, Wissenschaft und Kultur.
Im März 2006 unterzeichnete Bartels den Gründungsaufruf der vom Bundesamt für Verfassungsschutz (BfV) beobachteten, als linksextremistisch eingestuften Antikapitalistischen Linken (AKL).
Bartels ist verheiratet und hat ein Kind.